# 禁忌の連歌
『禁忌の連歌』（きんきのれんが）は、松本清張の小説シリーズ。『週刊新潮』1976年1月1日号 - 1980年2月14日号に連載された。

## 概要
- 『渡された場面』（『週刊新潮』・1976年1月1日号 - 1976年7月15日号）
- 『状況曲線』（『週刊新潮』・1976年7月29日号 - 1978年3月9日号）
- 『天才画の女』（『週刊新潮』・1978年3月16日号 - 1978年10月12日号）
- 『黒革の手帖』（『週刊新潮』・1978年11月16日号 - 1980年2月14日号）